# Joseph Alzin
Joseph Alzin (né le 18 mai 1893 à Paris et mort le 3 septembre 1930 à Marseille) est un haltérophile luxembourgeois.

## Palmarès

### Jeux olympiques
- Anvers 1920
  -  Médaille d'argent en plus de 82,5 kg[2].